# Maria Troncatti
Maria Troncatti (Corteno, 16 febbraio 1883 – Sucúa, 25 agosto 1969) è stata una religiosa italiana, missionaria della congregazione delle Figlie di Maria Ausiliatrice presso gli indios dell'Ecuador. È stata beatificata da papa Benedetto XVI nel 2012.

## Biografia
Maria Troncatti, seconda di quattordici figli, dei quali solo otto sopravvissuti, nacque a Corteno Golgi, in provincia di Brescia, il 16 febbraio 1883, in una famiglia di allevatori di montagna. Di carattere allegro e vivace, fu introdotta alla fede cattolica già in tenera età: venne, difatti, cresimata a tre anni e ricevette la prima comunione a sei anni. Raggiunta l'età della ragione, iniziò a frequentare assiduamente la parrocchia e il catechismo, ed era solita partecipare quotidianamente alla messa. La sua formazione intellettuale ed emotiva fu arricchita da tante letture, come anche quelle del Bollettino salesiano, che riportava corrispondenze e narrazioni dalle terre di missione, oltre alle notizie delle opere della Società salesiana in varie parti del mondo; l'assidua lettura di storie di missionari impegnati nell'evangelizzazione generò in lei il desiderio di prodigarsi per gli altri nell'annuncio del Vangelo. A quindici anni decise di aderire all'Associazione delle Figlie di Maria, fondata l'anno precedente dal parroco della sua parrocchia di appartenenza. Intanto, nonostante la giovane età, in lei cresceva il desiderio di abbracciare la vita religiosa, ma, ascoltando i consigli del padre e del suo parroco, dovette attendere la maggiore età, ovvero 21 anni, prima di essere ammessa all'Istituto delle Figlie di Maria Ausiliatrice. Dopo il noviziato, il 17 settembre 1908 emise la prima professione a Nizza Monferrato. Il suo primo luogo di apostolato fu Varazze, in Liguria dove, nell'imminenza della prima guerra mondiale, venne mandata a frequentare un corso di assistenza sanitaria, e più tardi assistette come infermiera crocerossina i feriti giunti dal fronte nell'ospedale militare.
Il 25 giugno 1915 durante un'alluvione che colpì Varazze, promise alla Madonna che se fosse rimasta viva sarebbe partita missionaria. Al termine della guerra fu mandata per un anno a Genova, per assistere gli orfani di guerra, mentre l'anno successivo a Nizza, nella Casa madre dell'Istituto. Intanto, avendo espresso la sua disponibilità a partire per le missioni, venne inviata in Ecuador. Il 9 novembre 1922 sbarcò con altre due consorelle nella baia di Guayaquil e insieme raggiunsero Chunchi dove furono infermiere e farmaciste per poco tempo. In seguito suor Maria Troncatti e le sue consorelle, supportate anche dal vescovo missionario mons. Domenico Comin e da una piccola spedizione, giunsero a Méndez, in piena foresta amazzonica, dove vennero accolte con entusiasmo proprio perché, appena giunti sul posto, suor Maria si guadagnò la stima della tribù Shuar operando con un temperino la figlia di un capo ferita da una pallottola. Suor Maria si stabilì definitivamente col suo gruppo missionario a Macas, un villaggio di coloni circondato dalle abitazioni collettive degli Shuar, in una casetta su una collina.
Nonostante le grandi difficoltà ambientali e sanitarie incontrate sul territorio, suor Maria, ormai chiamata da tutti Madrecita, iniziò a svolgere il ruolo di infermiera, chirurgo, ortopedico, dentista e anestesista, garantì assistenza ai poveri e agli indigenti, ma soprattutto fu catechista e sostenitrice dei diritti delle donne Shuar: ella, infatti, si fece promotrice dei matrimoni cristiani basati sulla libera scelta personale dei giovani sposi e non sulla tradizione, affermata da tempo, del matrimonio coatto. Fu anche madre delle missioni del vicariato apostolico di Méndez: difatti, si spostava frequentemente tra le città e i borghi della provincia di Morona Santiago.
Nel 1944 la sede missionaria venne trasferita a Sevilla Don Bosco, mentre nel 1954 fu eretto un ospedale in muratura e un piccolo campo di aviazione, che pose fine all'isolamento della vallata. Inoltre, la Madrecita dovette fronteggiare sia epidemie, come vaiolo e morbillo, che problemi tra le tribù che abitavano i territori della missione. In questi territori vivevano due etnie differenti che erano in continui contrasti fra loro: i coloni bianchi e gli Shuar. Le tensioni tra le due popolazioni pian piano iniziarono a esacerbarsi, fino a quando il 4 luglio del 1969 alcuni coloni appiccarono il fuoco nella zona della missione perché ritenevano i missionari coloro che proteggevano e promuovevano la dignità degli Shuar. Suor Maria si prodigò affinché questo evento non portasse a una definitiva incrinazione dei rapporti tra le due popolazioni, proponendosi come mediatrice.
Il 25 agosto 1969, a Sucúa, capoluogo dell'omonimo cantone ecuadoriano, suor Maria si imbarcò in aereo per recarsi a Quito per partecipare agli esercizi spirituali, ma tragicamente l'aereo cadde poco dopo il decollo, e morì sul colpo.

## Culto

### Beatificazione
Suor Maria Troncatti fu dichiarata venerabile l'8 novembre 2008. Il 24 novembre 2012 venne proclamata beata nel corso di una celebrazione eucaristica svoltasi a Macas e presieduta dal cardinale Angelo Amato, in rappresentanza di papa Benedetto XVI. La memoria liturgica è stata fissata al 25 agosto.
Ai fini della beatificazione la Chiesa cattolica ha considerato miracolosa la guarigione di Josefa Yolanda Solórzano Pisco, avvenuta a Portoviejo, capoluogo della provincia ecuadoriana di Manabí. Nell'aprile 2002 la donna cominciò ad accusare alcuni sintomi di malessere generale, inizialmente scambiata per una semplice affezione influenzale, ma la situazione peggiorò rapidamente e l'inferma, ormai ricoverata in ospedale, entrò in coma. Su richiesta dei familiari fu allora dimessa dall'ospedale perché potesse morire a casa.
Per iniziativa di un sacerdote salesiano parenti e amici cominciarono a pregare, chiedendo l'intercessione della Serva di Dio Maria Troncatti. Il 10 maggio 2002, inaspettatamente, la paziente ebbe un improvviso miglioramento, e in breve tempo recuperò le normali condizioni di salute. La guarigione fu giudicata scientificamente inspiegabile dalla Consulta Medica e miracolosa da quella teologica, aprendo la strada alla beatificazione.

### Canonizzazione
Il 25 novembre 2024 papa Francesco ha autorizzato il Dicastero delle cause dei santi a promulgase il decreto riguardante il miracolo attribuito all'intercessione della beata Maria Troncatti, che apre la strada alla sua canonizzazione.
Ai fini della canonizzazione la Chiesa cattolica ha riconosciuto come miracolosa la guarigione di un indigeno della provincia di Morona Santiago che nel 2015 rimase vittima di un infortunio sul lavoro mentre affilava gli utensili della sua falegnameria, restando colpito alla testa da un grosso frammento di pietra. A seguito dell'accaduto, l'uomo perse conoscenza e dal cranio iniziò ad uscire materia cerebrale. Dopo un primo precario soccorso, venne trasportato all'ospedale di Macas, per poi essere trasferito in quello di Ambato, dove subì un lungo intervento chirurgico.
Essendo le sue condizioni critiche, il cognato pose sul petto dell'infortunato un'immagine della beata Troncatti, iniziando a invocarla. Alle preghiere del cognato si unirono le salesiane continuatrici della missione della beata Troncatti. Dopo del tempo, il paziente si svegliò dal coma e venne dimesso, seppur in condizioni ancora gravi, dato che era incapace di muoversi e parlare. Una notte l'uomo sognò la beata Troncatti che gli curava la gamba e la bocca predicendogli la guarigione, e al risveglio riprese a muoversi e a parlare. Seguì un progressivo miglioramento delle sue condizioni, tanto che l'anno dopo era in grado di parlare, camminare e lavorare senza alcun impedimento.
Papa Leone XIV, nel concistoro ordinario pubblico del 13 giugno 2025, ha annunciato che la beata Maria Troncatti sarà canonizzata domenica 19 ottobre 2025.